# Ghiacciaio Gallup
Il ghiacciaio Gallup è un ampio ghiacciaio lungo circa 22 km situato sulla costa di Shackleton, all'interno della regione sud-occidentale della Dipendenza di Ross, nell'Antartide Orientale. Il ghiacciaio, il cui punto più alto si trova a circa 2400 m s.l.m., si trova in particolare all'estremità occidentale dei monti della Regina Maud, dove fluisce dapprima verso sud-est e poi verso est scorrendo quasi parallelamente al ghiacciaio Baldwin tra il monte Rosenwald, a nord, e l'altopiano Bennett, a sud, fino a unire il proprio flusso a quello ghiacciaio Shackleton poco a nord del monte Matador.

## Storia
Il ghiacciaio Gallup è stato scoperto il 16 febbraio 1947 durante un volo di ricognizione effettuato nel corso dell'Operazione Highjump, condotta dal 1946 al 1947 dalla marina militare statunitense. In seguito esso è stato così battezzato dal Comitato consultivo dei nomi antartici in onore di F. S. Gallup, un comandante della marina statunitense che fu ufficiale comandante della squadriglia VX-6 durante l'Operazione Deep Freeze del 1965.